# 詹尼·吉迪尼
詹尼·吉迪尼（義大利語：Gianni Ghidini，1930年5月21日—1995年6月20日），意大利男子自行车运动员。他曾代表意大利参加1952年夏季奥林匹克运动会自行车比赛，获得男子团体公路赛银牌。